# Gottfried Weber (Musiker)

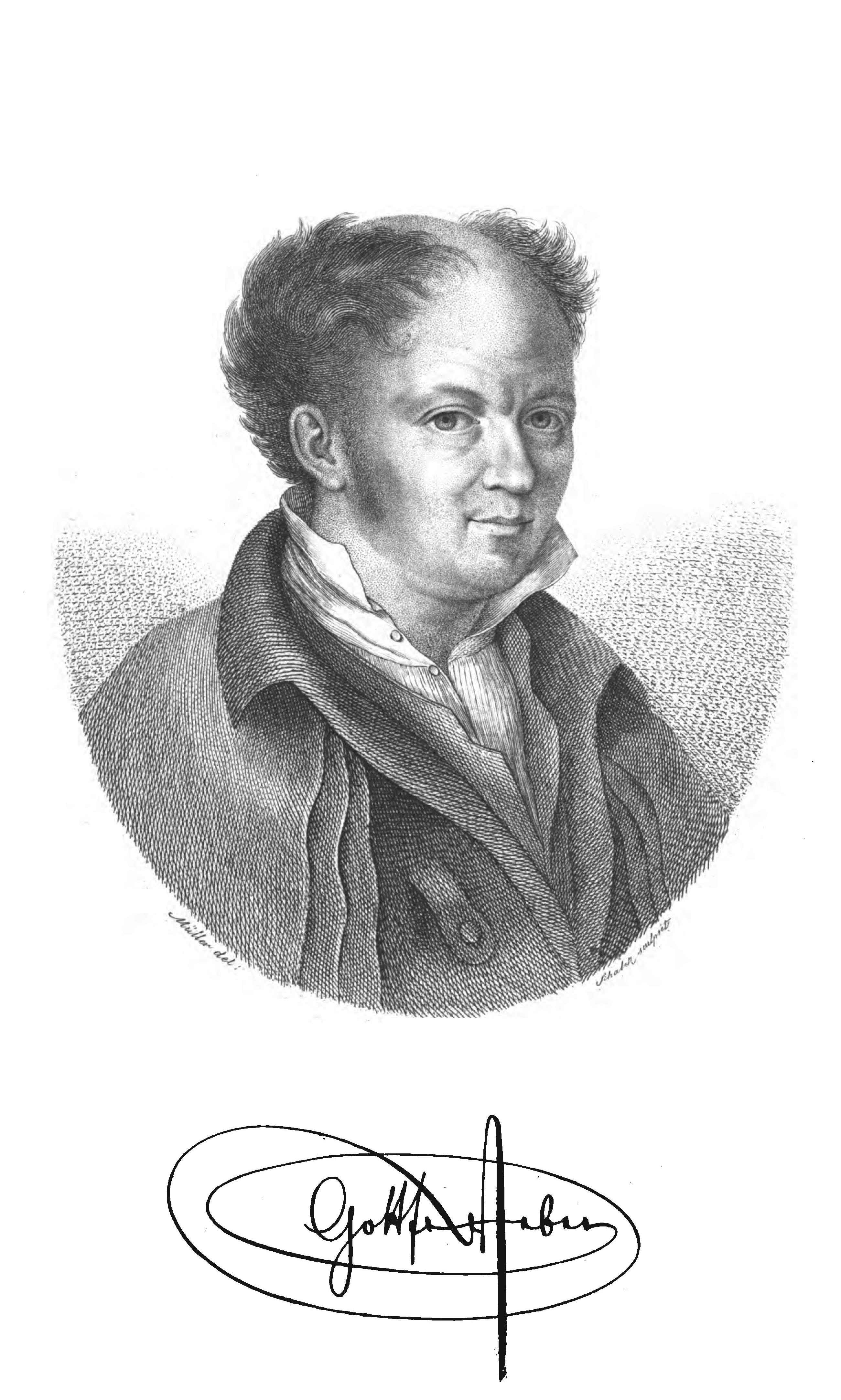
Gottfried Weber, vor 1825

Jacob Gottfried Weber (* 1. März 1779 in Freinsheim, Pfalz; † 21. September 1839 in Kreuznach) war ein deutscher Musiktheoretiker, Musiker, Komponist, Jurist und Abgeordneter der 2. Kammer der Landstände des Großherzogtums Hessen.

## Leben
Gottfried Weber war der Sohn des Fiskalprokurators und kurpfälzischen Hofgerichtsrats Friedrich Ludwig Weber (1735–1818) und dessen Ehefrau Katharina, geborene Jordan. Weber, der römisch-katholisch war, heiratete am 13. Februar 1806 in Mannheim Therese, geborene von Edel (1786–1808), am 7. Januar 1810 in zweiter Ehe Auguste Elisabeth Katharina, geborene von Dusch (* 1787), die Schwester des Politikers Alexander von Dusch. Das Paar hatte zehn Kinder.

### Ausbildung, Beruf und Politik
Mit zwölf Jahren kam Weber nach schulischer Vorbildung durch den Ortsgeistlichen seines Geburtsortes im Zuge der Wirren der Französischen Revolution zum Großvater nach Mannheim. Nachdem er 1796 das dortige Gymnasium abgeschlossen hatte, begann er mit dem Jurastudium. Nach zwei Semestern in Heidelberg unterbrach er das Studium für einen Verwandtenbesuch in Wien und ein anschließendes „année de stage“ bei einem angesehenen Mannheimer Rechtsanwalt. Dann nahm er das Jurastudium für weitere zwei Semester wieder auf. Ab April 1800 studierte Weber für drei Semester in Göttingen. Nach der Praktikantenzeit am Reichskammergericht in Wetzlar legte Weber 1802 seine Schlussprüfung in Heidelberg ab. Er arbeitete als Advokat am Hofgericht in Mannheim und trat dort 1805 in den Staatsdienst ein. Weber war ab 1818/1818 Hofgerichtsrat am Hofgericht Darmstadt. 1832 wurde er dort großherzoglicher Generalstaatsprokurator.
Von 1838 bis 1839 gehörte er als Richter der Zweiten Kammer der Landstände an. Er wurde für den Wahlbezirk Rheinhessen 2/Ober-Ingelheim-Gau-Algesheim gewählt.

### Musikalische Entwicklung
Er wurde schon früh auf der Flöte und dem Cello praktisch ausgebildet, aber seine fehlende theoretisch-musikalische Ausbildung weckte in ihm das Bedürfnis, diese nachzuholen. Er studierte die Systeme von Kirnberger, Marpurg, Vogler und Knecht. Er stellte sogar ein eigenes Tonsystem auf: Versuch einer geordneten Theorie der Tonsetzkunst. Hier führt er zum ersten Mal (deutsche) Buchstaben zur Akkordbezeichnung ein (die lateinischen bedeuteten einzelne Töne), und zwar große Buchstaben für den Dur-, kleine Buchstaben für den Mollakkord. Auch bezeichnete Weber die Dreiklänge und die Septimenakkorde auf den Stufen der Tonleiter durch große und kleine (römische) Zahlen, was von Friedrich Schneider übernommen wurde und Allgemeingültigkeit erlangte. Hugo Riemanns Funktionsbezeichnung basiert ebenfalls auf Webers Stufenzahlen. Webers Bezeichnungssystem widerspricht vielfach den theoretischen Erklärungen. Wie sein Freund Carl Maria von Weber spielte auch Gottfried Weber Gitarre, für die er auch komponierte.

### Stationen seines Lebens
Die Stationen seines hauptberuflichen juristischen Lebensganges waren auch Stätten seines musikalischen Wirkens. Weber war von 1802 bis 1814 Fiskalprokurator in Mannheim und für die Stadt Mannheim bis heute bedeutsam ist die Errichtung der musikalischen Vereinigung Conservatorium (später Museum), die Restauration der Kirchenmusik in der Jesuitenkirche, die Leitung der Liebhaberkonzerte, die Zusammenarbeit mit dem neuen Nationaltheater und die Gründung eines Vokal- und Instrumentalquartetts auf dem hausmusikalischen Sektor. Seine Freundschaft mit Carl Maria von Weber, der 1810 auf der Flucht in Gottfried Webers Mannheimer Haus Aufnahme fand, dauerte ein Leben lang.
Während seiner beruflichen Tätigkeit in Mainz von 1814 bis 1818 als Richter am Tribunal arbeitete Weber am dortigen Museum, wirkte im leitenden Intendanz-Ausschuss des Theaters mit und veröffentlichte seine Kompositionen und theoretischen Werke im Verlag Schott. In Mainz trat er der Freimaurerloge „Les amis réunis“ bei.
Als Generalstaatsprokurator in Darmstadt von 1819 bis 1839 komponierte Weber wegen beruflicher Überlastung kaum. Seine große Schaffenskraft zeigt sich aber in seiner weiteren Beschäftigung der theoretischen Durchdringung, der kritischen Arbeit, der Gründung der von ihm bis zu seinem Tod geleiteten Zeitschrift Cäcilia im Jahr 1824, die Planung eines Lexikons und einer Ästhetik der Musik. Hier wurde er 1832 in Anerkennung seiner Verdienste bei der Abfassung des neuen Zivil- und Kriminalrechts zum Großherzoglichen Generalstaatsprokurator ernannt.
Weber starb in Kreuznach auf einer Besuchsreise bei seinem Schwager am 21. September 1839 überraschend im Alter von 60 Jahren.

## Bedeutung
Die musikalischen Verdienste, welche auch Hugo Riemann würdigte, liegen bei Jacob Gottfried Weber vor allem auf dem theoretischen Gebiet. Er war der Erste, der die Stufenbezeichnungen (I, II, III usw.) durchgehend systematisierte und mit allgemeinen Prinzipien harmonischer Verläufe verschränkte. Die Stufenharmonik Heinrich Schenkers ist mittelbar von Weber beeinflusst.
Obwohl Weber im mittelrheinischen Raum einer der ersten war, die zum durchkomponierten Lied übergingen, ist seine Stellung im frühromantischen Musikschaffen weniger bekannt. Er schrieb im Bereich der Kirchenmusik Messen mit Orchester, die er aber aus dem liturgischen Rahmen zu lösen versuchte. Besonders hervorzuheben sind seine Beiträge zur Instrumentenkunde, wie die Konstruktion einer Doppelposaune (Posaune mit doppeltem Zug). In dem von Weber angefangenen Streit um die Echtheit des Requiems von Mozart vertrat er die Auffassung, dass Süßmayr das Werk auf Basis bloßer Skizzen Mozarts ausgeführt habe, und glaubte auch in der musikalischen Faktur aller Sätze dafür Belege finden zu können.

## Werk

### Kompositionen mit Opuszahl
Die Entstehungsdaten aller Werke liegen zwischen 1803 und 1814, die Editionsdaten zwischen 1806 und 1828.
- Thema con variazioni für Violoncello oder Flöte und Gitarre, op. 1, Leipzig, Breitkopf&Härtel, 2. Auflage Mainz Schott
- ein Werk gleicher Besetzung, op. 2, Paris, Richault, unauffindbar
- op. 3–14 nicht im Druck erschienen.
- Sonate per il Cembalo op.15, dedicata al suo amico C.M.v.Weber, Bonn, Simrock
- Zwölf vierstimmige Gesänge für Sopran, Alt, Tenor, Bass, op. 16, 3 Hefte, Augsburg, Johann Carl Gombart (Abbé Vogler gewidmet)
- Zwölf Gesänge für 1 Singstimme mit Begleitung vom Klavier oder Gitarre, op. 17, Bonn, Simrock (der Königin von Bayern gewidmet)
- Te deum, Deutschlands siegreichen Heeren gewidmet op. 18, Offenbach, André
- (Acht) Gesänge von Goethe, Jean Paul und anderen für eine Singstimme und Klavier und Gitarre, op. 19, Bonn, Simrock
- Triumphmarsch für volle Feldmusik F oder Es op. 20, Mainz, Schott
- Leyer und Schwert, Gesänge mit Klavier oder Gitarre, op. 21, 4 Hefte, Bonn, Simrock
- geistliche Kinderlieder für Sopran und Alt, op. 22, Leipzig, Hofmeister
- 4 Gesänge für 1 und 2 tiefe Singstimmen mit Klavier oder Gitarre, op. 23, Leipzig, Hofmeister
- Requiem für Männerstimme, den Manen der Sieger bei Leipzig und Belle-Alliance geweihet, op. 24, Offenbach, André
- Lieder von Schiller, Goethe und anderen für eine Singstimme mit Gitarre oder Klavier, op. 25, Augsburg, Gombart
- Trio Nr. 1 für Violine, Viola und Violoncello, op. 26, Augsburg, Gombart
- Missa I F für Chor und Solostimme mit Begleitung von Violine, Altviolen, Bass, obligatorisch Orgel, Trompete und Pauken, op. 27, Mainz, Schott
- Missa II G für Singstimme mit Begleitung von Violine, Altviolen, Bass, Oboe, Fagott, „willkürlich“ Flöte und Posaune, op. 28, Bonn, Simrock
- Liederkranz für eine oder mehrere Singstimmen, mit und ohne Begleitung von Gitarre oder Klavier, op. 31, Mainz, Schott
- 3 Ständchen für eine Singstimme mit Klavier oder Gitarre, op. 32, Leipzig, Peters
- Missa III e für Chor und Solostimme, begleitet von Violine, Altviolen, Bass, Flöte, Oboe oder Klarinette, Fagott, Horn und Orgel, op. 33, Leipzig, Probst
- Gesänge für eine Singstimme mit Gitarre oder Pianoforte, op. 34, Leipzig, Peters (verschollen)
- Gesänge für vier Männerstimmen ohne Begleitung, op. 35, Berlin, Schlesinger
- Liebe, Lust und Leiden für eine Singstimme mit Gitarre oder Pianoforte, op. 36, Mainz, Schott
- Thema aus dem Freischütz mit Variationen für Flöte mit Gitarre ad libitum, op. 37, Bonn, Simrock
- Barcarole venétienne variée für Flöte mit Gitarre, op. 38, Bonn, Simrock
- Etude de Flûte en dix variations mit Gitarre ad libitum über ein norwegisches Thema, op. 39, Bonn, Simrock
- Festgesang für Männerstimme und allgemeinen Chor, op. 40, Mainz, Schott
- Mehrstimmige Gesänge für große Singveranstaltungen und kleinere Zirkel, op. 41, 4 Hefte, Mainz, Schott
- Tafellieder für zwei und drei Männerstimmen mit Chor und Gitarre oder Pianoforte, op. 42, Mainz, Schott
- Alexandrina, Neujahrsgeschenk für Freunde des Gesangs, Sammlung von ein bis zweistimmigen Liedern mit Begleitung des Pianoforte oder der Gitarre, op. 43, Darmstadt, Alisky

#### Verschollene Kompositionen ohne Opuszahl
Deukalion (Melodram), Kain und Abel (Melodram), Kantate zum Empfange Ludewigs I. im Museum zu Mainz, Kantate zum Empfange unserer liebenswürdigen Frau Großherzogin, Französische Kantate, ein Streichquartett, Triumphmarsch D zur Schlussszene der Oper Tancred von G. Rossini.

### Schriften

#### Theoretische Schriften
- Versuch einer geordneten Theorie der Tonsetzkunst. 1. Auflage in 3 Bänden, Mainz 1817 bis 1821; 2. Auflage in 4 Bänden, 1824 (Digitalisat Bd. 1, Bd. 2, Bd. 3, Bd. 4); 3. Auflage 1830–1832[1]
- Über chronometrische Tempobezeichnung, welche ohne Chronometermaschine überall sogleich verstanden und angewendet werden kann. Schott, Mainz 1817
- Allgemeine Musiklehre zum Selbstunterricht für Lehrer und Lernende. Leske, Darmstadt 1822; 2. und 3. Auflage Schott, Mainz 1825 und 1831[2]
- Die Generalbaß-Lehre zum Selbstunterricht. Schott, Mainz 1833 (erweiterter Auszug aus: Versuch einer geordneten Theorie der Tonsetzkunst, 2. Auflage, Bd. 4)[3]

#### Musikwissenschaftliche Veröffentlichungen
- Ergebnisse der bisherigen Forschungen über die Echtheit des Mozart’schen Requiems. Schott, Mainz 1826
- Weitere Ergebnisse der weiteren Forschungen über die Echtheit des Mozart’schen Requiems. Schott, Mainz 1827
- Der Streit zwischen der alten und neuen Musik. Förster, Breslau 1826 (enthält Beiträge von Hans Georg Nägeli und Gottfried Weber)

#### Beiträge in Zeitschriften
- Mitarbeit an den ersten 20 Bänden von Caecilia. Eine Zeitschrift für die musikalische Welt. Schott, Mainz 1824–1839 (Digitalisat)
- Beiträge in der Allgemeinen Musikalischen Zeitung (seit 1803)
- Beiträge zu Ersch/Gruber: Allgemeine Encyclopädie der Wissenschaften und Künste. Gleditsch, Leipzig 1818